# Liste Heidelberger Sachsen-Preußen
Diese Liste Heidelberger Sachsen-Preußen führt bedeutende Mitglieder des Corps Saxo-Borussia Heidelberg auf.

## Sachsen-Preußen
Im 19. Jahrhundert waren die meisten Sachsen-Preußen unabhängige Rittergutsbesitzer, was ihre „berufliche“ Zuordnung schwierig macht – und im Königreich Preußen für hohe Staatsämter vorausgesetzt wurde.

### Fürsten
- Friedrich II., Großherzog von Baden (1857–1928)
- Max von Baden (1867–1929), letzter Reichskanzler des Deutschen Kaiserreichs
- Ernst I. (Sachsen-Altenburg) (1826–1908), Herzog
- Konstantin I. (1868–1923), König von Griechenland (1920–1922)
- Karl August von Sachsen-Weimar-Eisenach (1844–1894), Herzog zu Sachsen
- Otto zu Stolberg-Wernigerode (1837–1896)
- Bernhard III. (Sachsen-Meiningen) (1851–1928), Herzog von Sachsen-Meiningen (1914–1918)

### Parlamentarier und Minister
- Hermann Ampach (1829–1903), MdR
- Heinrich Leonhard von Arnim-Heinrichsdorf (1801–1875), MdR
- Oskar von Arnim-Kröchlendorff (1813–1903), Rittergutsbesitzer, Landrat in Angermünde, MdHH, MdR
- Hermann von Arnim-Milmersdorf (1802–1875), Rittergutsbesitzer, Landrat, MdHH
- Traugott Hermann von Arnim-Muskau (1839–1919), Diplomat, MdR, MdHH
- Bernhard von Bassewitz-Levetzow (1846–1899), Majoratsherr, MdHdA
- Carl Graf von Bassewitz-Levetzow (1855–1921), Staatsminister in Mecklenburg
- Graf Carl v. Behr (1835–1906), Landrat, MdR
- Friedrich Georg Bering (1803–1878), Kreisrichter, MdHdA
- Hellmuth von Bethe, Landrat in Czarnikau, MdHdA
- Philipp von Bismarck (1844–1894), Rittergutsbesitzer, Mitglied des Provinziallandtags von Pommern, MdHdA
- Eckart von Bonin (1854–1912), Landrat in Neustettin, Rittergutsbesitzer, MdR
- Paul von Borcke (1840–1893), Rittergutsbesitzer, MdHdA
- Max von Brauchitsch (1835–1882), Landrat, MdR
- Eugen von Brockhausen der Jüngere (1857–1922), Landrat, MdR
- Georg von Buch (1856–1924), Rittergutsbesitzer, Landrat in Angermünde, MdHdA
- Leopold von Buch (1850–1927), Hauptritterschaftsdirektor in Brandenburg, MdHdA, MdHH, Domherr des Domstifts Brandenburg
- Karl Colberg (1828–1882), Oberlandesgerichtsrat, MdHdA
- Axel von Colmar (1840–1911), Regierungspräsident, MdHdA, MdR, MdHH, Namensgeber des heutigen Chodzież in der damaligen Provinz Posen
- Adalbert von Conrad (1848–1928), Rittergutsbesitzer, Landrat in Graudenz, MdHdA (Renonce des Corps)
- Rudolph von Cranach (1823–1879), Landrat in Soldin, Mitglied des Reichstags des Norddeutschen Bundes, MdHdA, MdR
- Friedrich von Dewitz (1843–1928), Gutsbesitzer, Staatsminister und Regierungschef von Mecklenburg-Strelitz
- Hermann Dietrich (1856–1930), Politiker, MdHdA, MdR
- Otto zu Dohna-Reichertswalde (1802–1875), Majoratsbesitzer, Mitglied des Provinziallandtages von Preußen und der Herrenkurie des Vereinigten Landtags, MdHH
- Wilhelm zu Dohna-Schlodien (1841–1925), Gutsbesitzer, MdHH
- Benno von Dreßler (1842–1896), Rittergutsbesitzer, MdHH
- Adolf von Engel (1834–1900), MdR
- Emil von Gaudecker (1831–1893), Rittergutsbesitzer, MdHdA
- Albrecht von Glasow (1851–1927), Rittergutsbesitzer, MdHdA
- Hans von Goldacker (1882–1957), Geschäftsmann, Rittergutsbesitzer, MdHdA, MdR
- Franz Adolf von Gordon (1865–1942), Rittergutsbesitzer, MdHH
- Alfred von Goßler (1867–1946), Rittergutsbesitzer, Landkreis des Landkreises Brieg, MdHdA
- Eugen von Goßler (1823–1892), Rittergutsbesitzer, Landrat in Guhrau, MdHH
- Gustav von Goßler (1838–1902), Oberpräsident in Westpreußen, preußischer Kultusminister
- Alfred von Gramatzki (1834–1888), Landrat in Memel, Landesdirektor, Mitglied des Provinziallandtags von Ostpreußen, MdHdA, MdR
- Archibald von Gramatzki (1837–1913), Landrat in Danzig, Mitglied des Provinziallandtags von Westpreußen, MdR
- Alexander Groschke (1821–1871), Landrat in Frankenstein, Mitglied der Zweiten Kammer des Preußischen Landtags, MdHdA
- Wilhelm von Herder (1824–1907), Mitglied des Sächsischen Landtags
- Georg von Hippel (1802–1878), Landrat in Pleß, MdHdA
- Gerhard Hoeppner (1852–1898), Rittergutsbesitzer, Landeshauptmann von Pommern, MdHdA
- Julius Hoffmann (1806–1866), Rittergutsbesitzer, Landrat in Oppeln, MdHdA
- Heinrich von Houwald (1807–1884), preußischer Standesherr, Mitglied des Vereinigten Landtags, MdHH
- Julius von Jagow (1825–1897), Mitglied des Reichstags des Norddeutschen Bundes
- Theodor Kaeswurm (1825–1883), Rittergutsbesitzer, MdHdA
- Hans von Kanitz (1841–1913), Landrat in Hirschberg und Sprottau, MdHdA, MdR
- Rudolf von Kannewurff (1804–1858), Rittergutsbesitzers, Landrat in Lyck, Mitglied des Provinziallandtags der Provinz Preußen und des Vereinigten Landtags, MdHdA
- Siegfried von Kardorff (1873–1945), Vizepräsident des Deutschen Reichstages
- Wilhelm von Kardorff (1828–1907), MdHdA, MdR
- Kurt von Kessel (1862–1921), Rittergutsbesitzer, MdHdA, Mitglied der preußischen Landesversammlung
- Georg von Klitzing (1847–1922), Gutsbesitzer, MdHH
- Gebhard von Knebel Doeberitz (1848–1921), Gutsbesitzer, MdHH
- Jürgen von dem Knesebeck (1888–1980), MdR
- Claus Henning von Köller (1874–1937), Landrat, Rittergutsbesitzer, Mitglied des Reichsrates
- Ernst von Köller (1841–1928), Preußischer Innenminister, Oberpräsident in der Provinz Schleswig-Holstein
- Georg von Köller (1823–1916), Präsident des Preußischen Abgeordnetenhauses
- Felix von Königsdorff (1835–1924), Landrat in Rummelsburg, Polizeipräsident von Kassel, MdHdA
- Otto Wilhelm von Königsmarck (1840–1879), Rittergutsbesitzer, MdHdA
- Wilhelm von Königsmarck (1841–1923), Rittergutsbesitzer, Landrat im Osthavellandkreis, MdHH
- Kurt von Koseritz (1838–1916), Landrat in Wittenberg, MdHdA, Staatsminister in Anhalt
- Karl August Graf von Kospoth (1836–1928), Majoratsherr, MdHH
- Julius Kraaz (1822–1889), Jurist, Zuckerfabrikant,  MdR
- Hanns-Gero von Lindeiner (1912–1984), Forstmann, MdB
- Hans von Lucke (1842–1911), Rittergutsbesitzer, Mitglied des Provinziallandtags von Schlesien, MdHdA
- Michael McMahon (* 1957), Mitglied des Repräsentantenhauses der Vereinigten Staaten
- Albert von Levetzow (1827–1903), Reichstagspräsident, MdHH, Kanzler des Johanniterordens
- Alfred von Hompesch (1826–1909), MdHH, MdR
- Ludolf von Maltzan (1864–1942), MdR
- Wilhelm von Maltzan (1854–1933), Rittergutsbesitzer, MdR
- Georg Baron Manteuffel-Szoege (1889–1962), MdB, Präsident des Bundes der Vertriebenen
- John Menger (1876–1941), Landrat und Mitglied des Provinziallandtages Hannover
- Konrad von Oppen (1904–1987), Landwirt, Mitglied des Niedersächsischen Landtages
- Moritz von Oppenfeld (1858–1941), Bürgermeister von Cammin, Fideikommissherr und Rittergutsbesitzer, Mitglied des Pommerschen Provinziallandtags, MdHdA, MdHH
- Alexander von der Osten (1839–1898), MdR, Rittergutsbesitzer und Mitglied des Deutschen Reichstags
- Julius von der Osten (1808–1878), MdR, pommerscher Rittergutsbesitzer und Politiker
- Wilhelm Palm (1811–1876), Landrat in Saatzig, MdHdA
- Curt von Pappritz (1854–1932), Rittergutsbesitzer, Ritterschaftsdirektor der Neumark, MdHdA, MdHH
- Carl Friedrich Petersen (1809–1892), Bürgermeister und Ehrenbürger von Hamburg
- Adolph Phillips der Ältere, Oberbürgermeister von Elbing, 2. Präsident der Preußischen Nationalversammlung, MdHdA
- Christoph von Poniński (1802–1876), Rittergutsbesitzer, Landrat in Löwenberg, MdHdA
- Gustav von Potworowski (1800–1860), polnischer Rittergutsbesitzer, Vorsitzender der Liga Polska, Mitglied der Ersten Kammer des Preußischen Landtags, MdHdA, Stifter des Corps
- Marcus Pretzell (* 1973), Politiker, Die blaue Partei, Mitglied des Europäischen Parlaments (Austritt 2021)
- Erdmann von Pückler (1832–1888), Rittergutsbesitzer, Landesältester, MdHH
- Jesco von Puttkamer (1841–1918), MdR, MdHH
- Hans-Henning von Quast (1885–1939), Rittergutsbesitzer, Mitglied des Provinziallandtages für Brandenburg, Bevollmächtigter zum Reichsrat für Brandenburg
- Hermann von der Reck (1822–1902), Oberforstmeister, MdHdA
- Wilhelm von der Reck (1819–1910), Rittergutsbesitzer, Erbmarschall, Landrat in Belgard, Mitglied des Provinziallandtags von Westfalen, MdHdA
- Albrecht von Rehdiger (1832–1904), Majoratsherr, MdHdA
- Hermann Roehrig (1836–1927), Landrat, MdHdA
- Hansjoachim von Rohr (1888–1971), DNVP-Politiker, NS-Gegner
- Carl von Saenger (1810–1871), Mitglied der Frankfurter Nationalversammlung
- Arthur von Salisch (1829–1885), Rittergutsbesitzer, MdHdA
- Alfred von Sanden (1861–1935), Gutsbesitzer, MdHH
- Friedrich Carl von Schönborn-Wiesentheid (1847–1913), MdR
- Bernhard von der Schulenburg-Altenhausen (1809–1872), Rittergutsbesitzer, Landrat in  Neuhaldensleben, MdHdA
- Werner von der Schulenburg-Burgscheidungen (1836–1893), Majoratsherr, MdHH
- Maximilian von Schwerin-Putzar (1804–1872), Mitglied der Frankfurter Nationalversammlung, Präsident des Preußischen Abgeordnetenhauses, MdR
- Adolf von Seidlitz (1865–1943), Landrat in Reichenbach, Fideikommissbesitzer, MdHdA
- Ernst Julius von Seidlitz-Sandreczki (1863–1930), Majoratsherr, MdHH
- Eugen von Selchow (1828–1897), Rittergutsbesitzer, Landrat in Ratibor, MdHdA
- Gustav Spener (1826–1907), Geheimer Oberjustizrat, MdHdA
- Hermann von Sperber (1840–1908), Rittergutsbesitzer, MdHH
- Carl Spiegel von und zu Peckelsheim (1808–1886), Geheimer Regierungsrat, Rittergutsbesitzer, MdHdA
- Georg Stein von Kamienski (1836–1921), MdHH, MdR
- Thilo von Trotha (1882–1969), Rittergutsbesitzer, MdR
- Mortimer von Tschirschky (1844–1908), Majoratsherr, MdHdA, MdHH
- Luiz Vieira da Silva (1828–1889), Marineminister im Kaiserreich Brasilien
- Klemens von Waldkirch (1806–1858), bayerischer Gesandter, Staatsrat und Ministerverweser des Ministeriums des Äußeren
- Achatz von Waldow (1852–1904), Rittmeister, Rittergutsbesitzer, MdHdA
- Wilhelm von Wedel-Piesdorf (1837–1915), preußischer Minister des königlichen Hauses, Reichstagspräsident
- Otto von Westarp (1825–1879), Landrat, Landdrost, Regierungspräsident in Gumbinnen, MdHdA
- Wichard von Wilamowitz-Moellendorff der Ältere (1835–1905), Major, Fideikommissherr, MdHdA
- Heinrich von Witzleben-Alt-Doebern (1854–1933), Ritterguts- und Brauereibesitzer, MdHH
- Ernst von Zabeltitz (1871–1953), Rittergutsbesitzer, MdHH
- Octavio von Zedlitz-Neukirch (1840–1919), MdHdA, MdR
- Wilhelm Ernst von Zedlitz-Neukirch (1848–1923), Landrat in Schönau, Rittergutsbesitzer, MdHH
- Friedrich-Karl von Zitzewitz (1888–1975), Landwirt, MdR, nach dem 20. Juli 1944 verhaftet und angeklagt

### Juristen
- Heinrich von Achenbach (1863–1933), Abgeordneter des Nassauischen Landtags
- Udo von Alvensleben (1895–1970), Landrat, Politiker (DNVP, NSDAP), SA-Führer
- Adolf von Arnim (1875–1931), Mitglied des IOK
- Constanz von Baltz (1854–1918), Landrat in  Gelsenkirchen, Regierungspräsident in Magdeburg und Trier
- Friedrich von Barnekow (1848–1908), Regierungspräsident in Osnabrück
- Bernhard Baumbach (um 1859–1929), Kreisdirektor in Erstein, Polizeipräsident in Metz
- Theodor von Becherer (1823–1883), Landrat in Wolfhagen
- Carl von Behr (1865–1933), Bevollmächtigter der Provinz Pommern zum Reichsrat
- Ernst Immanuel Bekker (1827–1916), Ehrenbürger von Heidelberg
- Ludwig Bernheim (1884–1974), Landrat
- Heinrich von Bieler (1877–1945), Landrat in Braunsberg
- Hans Ulrich von Borcke (1902–1944), Verwaltungsjurist und Offizier, vermisst in Rumänien
- Wilhelm von Born-Fallois (1878–1934), Rittergutsbesitzer, Landrat in Samter (als Renonce ausgeschieden)
- Hermann von Borries (1820–1896), Präsident der Finanzdirektion Hannover, Regierungspräsident in Lüneburg
- Hans von Brandenstein (1849–1938), Regierungspräsident in Hannover, Syndikus der Kur- und Neumärkischen Ritterschaft
- Ernst von den Brincken (1835–1895), Landrat in Allenstein
- Heinrich von Brockhausen (1840–1903), Landrat in Franzburg-Barth
- Hans Joachim von Brockhusen (1869–1928), Landrat in Grünberg
- Hans-Henning von Burgsdorff (1866–1917), MdHH
- Robert Busenitz (1860–1917), Landrat
- Leo von Busse (um 1877–1916), Landrat in Groß Wartenberg, Landeshauptmann des Provinzialverbands Schlesien
- Otto von Dewitz (1853–1919), Gutsbesitzer, Vorsitzender des Kammer- und Forstkollegiums von Großherzoglichen Mecklenburg-Strelitz, Hausmarschall am Neustrelitzer Hof
- Fabian zu Dohna-Schlodien (1802–1871), Gutsbesitzer, Landrat in Sagan
- Adolf Dürr (um 1874–1945), Landrat in Wongrowitz, Verwaltungsgerichtsdirektor
- Paul Eck (1822–1889), Unterstaatssekretär im Reichskanzleramt
- Theodor Eggert (um 1864–1941), Landrat des Kreises Darkehmen, Vortragender Rat im Ministerium für Landwirtschaft, Domänen und Forsten in Berlin
- Karl von Eschwege (1826–1890), Landrat in Fritzlar
- Friedrich Frhr. v. Falkenhausen (1869–1946), Schriftsteller und Übersetzer
- Karl Bonaventura Finck von Finckenstein (1872–1950), Landrat in Stolp, Rittergutsbesitzer
- Erich von Flügge (um 1857–1936), Landrat in Winsen, Rittergutsbesitzer
- Hermann Franzius (1831–1911), Kreishauptmann, später Landrat in Osterholz
- Konrad von Goßler (1841–1900), Rittergutsbesitzer, Landrat in Gardelegen
- Wilhelm von Goßler (1883–1945), Verwaltungsjurist, Landrat in Perleberg
- Klaus von der Groeben (1902–2002), Staatssekretär in Schleswig-Holstein, Nestor der deutschen Verwaltungsgeschichte
- Hans Lauchlan von Guenther (1864–1934), Unterstaatssekretär im preußischen Staatsministerium, Oberpräsident in der Provinz Schlesien
- Georg von Guenther (1858–1942), Landrat in Fraustadt, Regierungspräsident in Bromberg
- Heinrich Otto Guenther (1857–1910), Regierungspräsident in Stettin
- Ernst von Gustedt (1845–1924), Generallandschaftsdirektor der Provinz Sachsen, MdHdA
- Arnold Haacke (1832–1899), Reichsgerichtsrat, MdHdA
- Friedrich Hagemann (um 1836–1894), Kreisdirektor in Bernburg
- Robert Eduard von Hagemeister (1827–1902), Oberpräsident in Westfalen
- Albrecht von Hagen (1904–1944), Jurist, Reserveoffizier und Widerstandskämpfer gegen den Nationalsozialismus im Attentat vom 20. Juli 1944
- Ernst von Haugwitz († 1880), Rittergutsbesitzer, Landrat in Görlitz
- Heinrich von Helldorff (1799–1873), Landrat und Politiker, Stifter des Corps
- Wilhelm Hengstenberg (1853–1927), Verwaltungsbeamter
- Eduard Herold († 1872), Landrat in Schleusingen
- Günther von Hertzberg (1855–1937), Landrat, Polizeipräsident in Charlottenburg
- Otto von Hinckeldey (1838–1878), Landrat in Meseritz
- Hugo Prinz zu Hohenlohe-Oehringen (1864–1928), Landrat, Finanzinvestor
- Hans Heinrich von Holstein (1888–1978), Landrat in Pommern
- Ferdinand von Itzenplitz (1835–1917), Regierungspräsident in Koblenz
- Alfred Jachmann (1829–1918), Landrat in Königsberg i. Pr., Gründer und Erster Direktor der Deutschen Centralbodenkredit-Aktiengesellschaft
- Thure von Klinckowström (1887–1973), Oberpräsident in der Provinz Grenzmark Posen-Westpreußen, Polizeipräsident von Elbing
- Bogislaw von Klitzing (1861–1942), Landrat in Obornik, Generallandschaftsdirektor in der Provinz Posen
- Detlef von Köller (um 1868–1931), Landrat in Pyritz
- Eberhard von Koerber (1938–2017), Vorstandsvorsitzender der Asea Brown Boveri AG, Co-Präsident des Club of Rome
- August von Kospoth (1864–1917), Landrat in Schlesien
- Willy Kramer (1880–1940), Landrat in Ostpreußen
- Friedrich Wilhelm von Kröcher (1810–1891), Rittergutsbesitzer, Landrat in Gardelegen
- Hans von Krosigk (1866–1942), Landrat in  Neuhaldensleben, Generaldirektor der Land-Feuersozietät der Provinz Sachsen
- Friedrich Küchler (1822–1898), Provinzialdirektor in Mainz, Ehrenbürger der Stadt Mainz
- Wolf von der Lancken (1845–1920), Landdrost in Mecklenburg
- Gustav Adolf von Liebenstein (1853–1913), Kreisdirektor in Saarburg, Polizeipräsident in Metz
- Waldemar von Lilienthal (um 1856–1892), Landrat in Wongrowitz und Emden
- Gustav von Loeper (1822–1891), Verwalter des preußischen Kronbesitzes, Goethe-Forscher
- Philipp von Lucke (1872–1931), Rittergutsbesitzer, Landrat in Rothenburg/Oberlausitz
- Eberhard von Lücken (1864–1925), Landrat in Strehlen
- Anton Maerker († 1866), Landrat in Calau
- Nikolaus von Manteuffel (1870–1933), Rittergutsbesitzer, kurländischer Kreismarschall
- Kaspar Heinrich von der Marwitz (1865–1945), Landrat in Seelow, Generaldirektor der Brandenburgischen Landfeuersozietät
- Walter von der Marwitz (1880–1945), Verwaltungsjurist, Rittergutsbesitzer
- John Menger (1876–1941), Landrat
- Christian-Friedrich Menger (1915–2007), Professor für Öffentliches Recht an der Universität Münster
- Siegfried Michelly (1833–1898), Ministerialbeamter, MdHH
- Julius von Minutoli (1804–1860), Polizeidirektor
- Erich Moewes (1875–1951), Landrat in Jork und Rinteln
- Carl Oldwig von Natzmer (1878–1943), Landrat in  Pleschen
- Gustav von Oertzen (1836–1911), Kolonialbeamter
- Hans von Oldershausen (1876–1956), Landrat in Duderstadt und Hannover
- Georg Oppenheimer (1805–1884), Oberappellationsgerichtsrat in Hamburg, Ehrenmitglied des Corps
- August von der Osten (1855–1895), Landrat in Labes und Rittergutsbesitzer
- Julius Rudolf von der Osten (1801–1861), Landrat in Pyritz und Rittergutsbesitzer
- Ernst von Philipsborn (1853–1915), Regierungspräsident in Hildesheim und Hannover
- Arthur von Pieschel († 1924), Landrat in Jerichow I
- Albert von Pommer Esche (1837–1903), Oberpräsident in der Provinz Sachsen
- Ludwig Curt von Ponickau († 1890), Landrat in Torgau
- Diethardt von Preuschen (1935–2016), Bevollmächtigter des Saarlandes beim Bund
- Botho von Pusch (1834–1904), Landrat in Marienwerder
- Richard von Puttkamer (1826–1898), Landrat in Stolp
- Rudolf von Rabe (1805–1883), Oberpräsident in der Provinz Pommern
- Axel von Rappard (1871–1961), Landrat in Soltau und Monschau
- Rudolf von Raumer (1843–1882), Landrat in Lebus
- Karl Rieß von Scheurnschloß (1863–1948), Kammerherr, Landrat in Hofgeismar, Polizeipräsident von Frankfurt am Main
- Karl von Roeder (1865–1940), Landrat in Görlitz
- Georg Heinrich Rindfleisch (1834–1883), Unterstaatssekretär und Schriftsteller.
- Hans Christoph von Rohr (* 1938), Industriejurist
- Arnold von Rosenstiel (1864–1926), Landrat in Lissa
- Conrad von Rosenstiel (1851–1910), Landrat in Konitz und Bunzlau
- Hans von Rosenstiel (1871–1955), Landrat in Anklam
- Karl Hermann Rumschöttel (1820–1885), Landrat in St. Wendel
- Max von Ruperti (1872–1945), Regierungspräsident in Allenstein
- Ernst von Saldern (1843–1886), Kreisdirektor in Bolchen und Mülhausen, Bürgermeister und Polizeidirektor in Straßburg, Landesdirektor in Waldeck
- Johannes von Saldern (1839–1907), Landrat in Lauban, Landesdirektor in Waldeck
- Gustav von Salmuth (1832–1875), Landrat in Ostpreußen
- Kersten von Schenck (um 1869–1924), Landrat in Genthin
- Rudolph Schenck zu Schweinsberg (1855–1911), Landrat in Kirchhain, Kammerherr, Mitglied des Kurhessischen Kommunallandtags
- Ernst Walter Scherz (um 1863–1916), Landrat des Kreises Löbau
- Karl Graf von Schwerin (1844–1901), Landrat in Schlawe, im Oberlahnkreis und in Anklam
- Günther von Seherr-Thoß (1859–1926), Regierungspräsident in Liegnitz
- Erwin Selck (1876–1946), Vorstand der I.G. Farben
- Armin Sellheim (1929–2002), Jurist im Pressewesen, Leiter der Akademie für Publizistik Hamburg, erster Direktor der Akademie der Bayerischen Presse
- Damm von Seydewitz (1845–1899), Rittergutsbesitzer, Landrat in Görlitz
- Julius Siegfried (1835–1901), Kreisdirektor in Diedenhofen, Saarburg und Hagenau
- Hermann von Somnitz (um 1856–1925), Rittergutsbesitzer, Landrat in Anklam und Lauenburg in Pommern
- Graf Arthur Strachwitz von Groß-Zauche und Camminetz (1833–1895), Landrat in Tost-Gleiwitz
- Otto Tellemann (1833–1877), Landrat in Naumburg
- Leopold von Tettenborn (1853–1917), Landrat in Neumarkt
- Adolf von Thielmann (1879–1948), Landrat im Kreis Frankenstein und im Kreis Guhrau
- Bernhard Tieschowitz von Tieschowa (1841–1909), Landrat in Wetzlar, Regierungspräsident in Königsberg
- Wolf Dietrich von Trotha (1863–1943), Landrat in Hünfeld und Wittenberg
- Armin von Tyszka (1864–1934), Landrat in Lötzen
- Max von Uthmann (um 1855–1916), Landrat in Pillkallen und Trebnitz
- Eugen von Wagenhoff (1874–1958), Landrat in Gifhorn; Bearbeiter der 2. Auflage der Corpsliste der Sachsenpreußen
- Arnold Wahnschaffe (1865–1941), Chef der Reichskanzlei
- Ulrich von Waldow (1863–1936), Landrat des Kreises Friedeberg Nm.
- Hans Heinz von Wangenheim (1889–1981), Landrat in Jauer, Oberverwaltungsgerichtsrat in Jena
- Hans Walrab von Wangenheim (1884–1947), Agrarpolitiker und Zeitungsverleger
- Wedego von Wedel (1899–1945), Majoratsherr, Generallandschaftsdirektor
- Clemens von Wedel-Gödens (1866–1945), Landrat in Leer und Hannover,  Abgeordneter zum Hannoverschen Provinziallandtag
- Ludwig Weidlich († 1877), Landrat in Merseburg
- Albin von Wentzky (1804–1849), Landrat
- Hugo von Wilamowitz-Moellendorff (1840–1905), Oberpräsident, Staatsrat, MdHH
- Friedrich von Winterfeld (1875–1949), Landrat, Vorsitzender der Kur- und Neumärkischen Hauptritterschafts- und Zentrallandschaftsdirektion für Preußen
- Henning von Winterfeld (1901–1945), Landrat
- Gustav von Wissmann (1822–1897), Landrat in Gladbach
- Arthur von Wolff (1828–1898), Oberpräsident in der Provinz Sachsen, Präsident des Rechnungshofs des Deutschen Reiches
- Jochen-Hilmar von Wuthenau (1887–1965), Landrat
- Dietrich von Zedlitz-Leipe (1859–1946), Landrat in Schweidnitz
- Hans von Zedlitz-Leipe (1833–1889), Landrat in Schwetz und Schweidnitz
- Georg von Zedlitz-Neukirch (1846–1898), Landrat in Schönau
- Ernst von Zitzewitz (1873–1945), Landrat in Naugard, Landeshauptmann des Provinzialverbandes Pommern

### Diplomaten
- Joseph Maria Anton Brassier de Saint-Simon-Vallade (1798–1872), Stifter des Corps
- Otto von Bülow (1827–1901), preußischer und deutscher Gesandter
- Herbert von Dirksen (1882–1955), Botschafter
- Axel Dittmann (* 1966), Botschafter
- Leopold von Hoesch (1881–1936), Botschafter
- Peter von Jagow (* 1937), Botschafter
- Kurt von Kamphoevener (1887–1983), Generalkonsul
- Radolf von Kardorff (1881–1967), Botschafter
- Götz Lingenthal (* 1953), Botschafter in Algier
- Reinhart von Lucius (1906–1996), Generalkonsul in Kapstadt, Ehrenmitglied des Corps
- Roland Mauch (* 1944), Botschafter
- Hans-Adolf von Moltke (1884–1943), Botschafter
- Fortunat von Oertzen (1842–1922), mecklenburgischer Gesandter in Berlin
- Reinhold von Saucken (1889–1966), Gesandter
- Robert von Scheller-Steinwartz (1865–1921), Sachsen-Altenburgischer Staatsminister, Gesandter in Abessinien
- Bruno von Schuckmann (1857–1919), Gouverneur von Deutsch-Südwestafrika, MdHdA
- Edmund von Thermann (1884–1951), Botschafter in Washington und Buenos Aires, SS-Offizier
- Max von Thielmann (1846–1929), Botschafter
- Ernst Lothar Julius Graf von Zech-Burkersroda (1885–1946), Gesandter in Den Haag

### Militärs
- Gustav von Arnim (1856–1932), preußischer Generalleutnant
- Karl von Dewitz-Krebs (1887–1945), Generalmajor, hingerichtet
- Alexander von Dörnberg (1901–1983), SS-Oberführer, 1938 Protokollchef des Auswärtigen Amtes
- Eberhard von Hartmann (1824–1891), General der Infanterie
- Wilhelm Graf von Kanitz (1846–1912), Generalleutnant
- Hans Baron Manteuffel-Szoege (1894–1919), Generalstabsoffizier in der Baltischen Landeswehr
- Prinz Oskar von Preußen (1888–1958), Generalmajor, 35. Herrenmeister des Johanniterordens
- Bernhard Graf von der Schulenburg (1852–1936),  MdHH
- Wilhelm von Tümpling (1809–1884), General der Kavallerie
- Hermann Graf von Wartensleben (1826–1921), General der Kavallerie

### Mediziner
- Hermann Druckrey (1904–1994), Pharmakologe in Wien und Freiburg
- Wilhelm Hillebrand (1821–1886), Botaniker, Leibarzt der königlichen Familie im Königreich Hawaiʻi
- Wilhelm von Horn (1803–1871), Direktor der Charité
- Eduard von Rindfleisch (1836–1908), Ordinarius für Pathologie in Würzburg
- Gustav Simon (1824–1876), Ordinarius für Chirurgie in Heidelberg
- Albrecht Wagner (1827–1871), Ordinarius für Chirurgie in Königsberg

### Sonstige
- Theodor Apel (1811–1867), Schriftsteller
- Wilhelm von Arnim-Lützlow (1879–1943), Präsident des Jagdgebrauchshundverbandes
- Ernst Baedeker (1833–1861), Verleger
- Bernhard Johann von Bernuth (1863–1942), Industrieller der Zuckerindustrie
- Ottfried Graf von Finckenstein (1901–1987), Schriftsteller und Übersetzer
- Wilhelm von Flügge (1887–1953), Widerstandskämpfer gegen den Nationalsozialismus
- Wolfgang Fürstner (* 1944), Hauptgeschäftsführer des Verbandes  Deutscher Zeitschriftenverleger
- Christian von Gehren (* 1972), Dirigent
- Franz Wilhelm von Gottberg (1824–1869), Deichhauptmann des Oderbruchs
- Karl August Hellwig (1855–1914), Jurist, Offizier in der preußischen Armee und völkisch-antisemitischer Politiker
- Hermann Hettner (1821–1882), Direktor des Historischen Museums in Dresden
- Carl Heyer (1862–1945), Forstmann, im KSCV „Fürst Heyer“
- Cornelius Wilhelm Karl von Heyl zu Herrnsheim (1874–1954), Lederindustrieller
- Rabod von Kröcher (1880–1945), Rittmeister, Rittergutsbesitzer, Gewinner der Silbermedaille im Springreiten-Einzel bei den Olympischen Spielen 1912 in Stockholm
- Joseph Florimond Loubat (1831–1927), US-amerikanischer Philanthrop und Privatgelehrter
- Robert von Lucius (* 1949), Journalist
- Jens Lüning (* 1938), Prähistoriker
- Oskar Meding (1828–1903), Schriftsteller (Gregor Samarow)
- Wilhelm von Oertzen (1883–1945), Gründer der Herrengesellschaft Mecklenburg
- Rudolf Ridel (1828–1893), Landschaftsmaler
- Karl von Schrader (1848–1896), Rittergutsbesitzer, Kammerherr, Zeremonienmeister (als Brander ausgeschieden, dann Bonner Preuße)
- Karl Roth von Schreckenstein (1823–1894), Archivar und Historiker, Direktor des Generallandesarchivs in Karlsruhe
- Robert Schumann, (1810–1856) Komponist
- Ernst von Wallenberg (1821–1898), Präsident der Hofkammer der königlichen Familiengüter des Königreichs Preußen
- Peter Würtenberger (* 1966), Manager
- Konrad Zitelmann (1814–1889), Kurator des Staatsanzeigers, Gründer der Germania-Versicherung in Stettin, Schriftsteller (Renonce)
- Ferdinand Zwenger (1824–1894), Bibliothekar und Herausgeber